# J'ai deux ans
Pour plus de détails, voir Fiche technique et Distribution.
J'ai deux ans (私は二歳, Watashi wa nisai) est un film japonais réalisé par Kon Ichikawa et sorti en 1962.

## Fiche technique
- Réalisation : Kon Ichikawa
- Scénario : Natto Wada d'après le roman de Michio Matsuda
- Production : Kon Ichikawa et Hidemasa Nagata
- Musique originale : Yasushi Akutagawa
- Photographie : Setsuo Kobayashi
- Montage : Tatsuji Nakashizu
- Décors : Takashi Senda
- Producteur : Daiei
- Pays d'origine :  Japon
- Langue originale : japonais
- Format : couleur — 1,37:1 — 35 mm — son mono
- Genre : comédie dramatique
- Durée : 88 minutes[1] (métrage : dix bobines - 2 399 m[1])
- Date de sortie :
  - Japon : 18 novembre 1962[1]

## Distribution
- Hiro Suzuki : Taro, le bébé
- Eiji Funakoshi : Goro, le père
- Fujiko Yamamoto : Chiyo
- Kumeko Urabe : Ino, la grand-mère
- Misako Watanabe : Setsuko, la tante
- Masako Kyōzuka : sœur de Chiyo
- Mantarō Ushio : homme de la laverie
- Kyōko Kishida : ami de Chiyo

## Accueil
J'ai deux ans est proposé à la 35e cérémonie des Oscars pour l'Oscar du meilleur film en langue étrangère, mais il n'est pas nommé.

## Distinctions
- 1963 : prix Blue Ribbon du meilleur réalisateur pour Kon Ichikawa[3]
- 1963 : prix Kinema Junpō du meilleur film et du meilleur réalisateur pour Kon Ichikawa[4]
- 1963 : prix Mainichi du meilleur réalisateur pour Kon Ichikawa et du meilleur scénario pour Natto Wada[5]